# Szakara
Szakara (arab. شكارة) – wieś w Syrii, w muhafazie Hama. W 2004 roku liczyła 344 mieszkańców.